# Scrophularia birmanica
Scrophularia birmanica är en flenörtsväxtart som beskrevs av Li. Scrophularia birmanica ingår i släktet flenörter, och familjen flenörtsväxter. Inga underarter finns listade i Catalogue of Life.